# Małe Dąbie
Małe Dąbie (niem. Klein Damm See) – jezioro w Polsce położone w województwie zachodniopomorskim, w powiecie drawskim, w gminie Drawsko Pomorskie.
Akwen leży na Pojezierzu Drawskim, w polodowcowym kotle na północny zachód od wsi Dołgie.